# Micrargus apertus
Micrargus apertus là một loài nhện trong họ Linyphiidae.
Loài này thuộc chi Micrargus. Micrargus apertus được Octavius Pickard-Cambridge miêu tả năm 1871.